# Luis Vidal
Pour les articles homonymes, voir Vidal.
Luis Vidal Planella, plus connu comme Vidal I, né le 12 juillet 1943 à Barcelone (Catalogne, Espagne), est un footballeur espagnol qui jouait au poste d'attaquant. Son frère Antonio Vidal (Vidal II) était aussi footballeur.

## Carrière
Luis Vidal débute au FC Barcelone lors de la saison 1963-1964 à l'âge de 20 ans. Il passe cinq saisons au Barça avec qui il joue un total de 31 matchs de championnat et marque 12 buts. Il remporte la Coupe des villes de foires en 1966 et la Coupe d'Espagne en 1968.
En 1968, il signe avec le CE Sabadell où il reste pendant quatre saisons. Lors de sa dernière saison, Sabadell est relégué en deuxième division. En 1972, il rejoint l'UE Sant Andreu en deuxième division.

## Palmarès
Avec le FC Barcelone :
- Vainqueur de la Coupe des villes de foires en 1966
- Vainqueur de la Coupe d'Espagne en 1968